# Vagner da Silva
Vagner da Silva (6 juni 1986) is een Braziliaans profvoetballer.

## Biografie
Vagner begon zijn professionele carrière bij Clube Atlético Paranaense in 2005. Hij speelde echter geen enkele keer in het eerste elftal. In 2009 werd hij uitgeleend aan Ituano FC. Vanaf 2009 speelde hij bij Desportivo Brasil. In het seizoen 2010/2011 werd hij uitgeleend aan GD Estoril-Praia. Deze club nam hem een seizoen later definitief over. In 2015 verhuisde Vagner naar Royal Excel Moeskroen.

## Statistieken
| Seizoen | Club                  | Land              | Competitie         | Duels | Doelp. |
| ------- | --------------------- | ----------------- | ------------------ | ----- | ------ |
| 2009/10 | GD Estoril-Praia      | Vlag van Portugal | Segunda Liga       | 1     | 0      |
| 2010/11 | GD Estoril-Praia      | Vlag van Portugal | Segunda Liga       | 7     | 0      |
| 2011/12 | GD Estoril-Praia      | Vlag van Portugal | Segunda Liga       | 27    | 0      |
| 2012/13 | GD Estoril-Praia      | Vlag van Portugal | Primeira Liga      | 28    | 0      |
| 2013/14 | GD Estoril-Praia      | Vlag van Portugal | Primeira Liga      | 29    | 0      |
| 2014/15 | GD Estoril-Praia      | Vlag van Portugal | Primeira Liga      | 10    | 0      |
| 2015/16 | Royal Excel Moeskroen | Vlag van België   | Jupiler Pro League | 29    | 0      |
| 2016/17 | Royal Excel Moeskroen | Vlag van België   | Jupiler Pro League | 7     | 0      |
| 2016/17 | → Boavista FC         | Vlag van Portugal | Primeira Liga      | 0     | 0      |
| Totaal  | Totaal                | Totaal            | Totaal             | 138   | 0      |